# Bulbophyllum tixieri
Bulbophyllum tixieri är en orkidéart som beskrevs av Gunnar Seidenfaden. Bulbophyllum tixieri ingår i släktet Bulbophyllum och familjen orkidéer.
Artens utbredningsområde är Vietnam. Inga underarter finns listade i Catalogue of Life.